# تكة (ملابس)
التِكّة هي شريطة من مادة مرنة أو قماش آخر تحيط بالخصر. يمكن استخدام التكة للحد من توسع المعدة تلبيةً لأهداف مختلفة بما في ذلك المساعدة في منع الإفراط في تناول الطعام، أو للحث على الأكل اليقظ، أو للمساعدة على الوقفة الجيدة، أو لتنحيف مظهر الخصر على الفور (تشبه إلى حد كبير المُخَصِّر، وتسمى أحياناً مشد الخصر).